# Hypercompe reducta
Hypercompe reducta är en fjärilsart som beskrevs av Augustus Radcliffe Grote 1877. Hypercompe reducta ingår i släktet Hypercompe och familjen björnspinnare. Inga underarter finns listade i Catalogue of Life.